# 소말리아코끼리땃쥐
소말리아코끼리땃쥐 또는 소말리아센지(Elephantulus revoili)는 코끼리땃쥐과에 속하는 포유류의 일종이다. 소말리아의 토착종이다. 자연서식지는 아열대 또는 열대 기후 지역의 건조한 관목지대와 고온의 사막 지역이다.